# 스티븐 워렌
스티븐 워렌(Stephen Warren, 본명: 스티븐 T. 워렌, Stephen T. Warren, 1953년 ~ )은 미국의 유전학자이자 학자였다. 인간 유전학의 윌리엄 패터슨 티미(William Patterson Timmie) 교수이자 인간 유전학의 찰스 하워드 캔들러(Charles Howard Candler) 의장이었다. 에모리 대학교 의과대학 인간 유전학과의 전 창립 회장이었다. 1991년부터 2002년까지 하워드 휴즈 의학 연구소(Howard Hughes Medical Institute)에서 연구원으로 근무하다가 사임하여 인간 유전학 부서를 설립했다. 워렌은 인간 유전학 분야의 연구로 잘 알려져 있다. 그의 연구는 유전성 발달 장애 및 자폐증의 주요 원인인 취약 X 증후군에 대한 기계적 이해에 중점을 두었다. 2020년에 워렌은 20년 동안 학과장직을 맡은 후 사임했다.
2003년에 워렌은 "세중 반복 확장을 취약 X 증후군의 원인이자 완전히 새로운 유전 질환의 메커니즘으로 확인"한 공로로 국립 아동 건강 및 인간 발달 연구소의 명예의 전당에 헌액되었다. 2004년 국립 의학 아카데미, 2011년 미국국립과학원, 2015년 미국 예술 과학 아카데미에 선출되었다. 미국 의학 유전학 위원회의 외교관이다.